# Пфеффер, Карл
Карл Пфеффер (нем. Karl Pfeffer; 12 января 1833, Вена — 17 февраля 1897, Вена) — австрийский композитор.
Получил первоначальное музыкальное образование как пианист, затем в 1843—1845 гг. учился пению в Венской консерватории. С 1855 г. работал как оперный дирижёр, с 1859 г. вицехормейстер, затем на протяжении тридцати лет, до самой смерти, хормейстер Венской придворной оперы. Автор опер «Казанское северное сияние» (нем. Das Nordlicht von Kazan; Лейпциг, 1880, по драме Йозефа фон Ауффенберга на сюжет о восстании Емельяна Пугачёва) и «Гарольд» (1887, на сюжет о норманском вторжении в Британию). Написал также мессу, ряд песен.